# Joyce Walker
Joyce Walker (* 4. Januar 1921) ist eine ehemalige australische Sprinterin.
Bei den British Empire Games 1938 in Sydney gewann sie Silber über 100 Yards.

## Persönliche Bestzeiten
- 100 Yards: 11,1 s, 4. Februar 1939, Sydney (entspricht 12,2 s über 100 m)
- 220 Yards: 24,1 s, 12. März 1941, Swan Hill (entspricht 24,0 s über 200 m)